# Litsea bernhardensis
Litsea bernhardensis är en lagerväxtart som beskrevs av C. K. Allen. Litsea bernhardensis ingår i släktet Litsea och familjen lagerväxter. Inga underarter finns listade i Catalogue of Life.